# شهرستان بولشسولداتسکی
شهرستان بولشسولداتسکی (به لاتین: Bolshesoldatsky District) یک شهرستان در روسیه است که در استان کورسک واقع شده‌است.